# Out of Business
Out Of Business – szósty studyjny album amerykańskiego zespołu hip-hopowego EPMD. Został wydany 20 lipca, 1999 roku. 
Limitowana wersja album zawiera dodatkowy dysk na którym znajdują się największe przeboje grupy od roku 1987 do 1997.

## Lista utworów
| Nr | Tytuł                        | Producent                    | Goście                        |
| -- | ---------------------------- | ---------------------------- | ----------------------------- |
| 01 | "Intro"                      | DJ Scratch                   |                               |
| 02 | "Pioneers"                   | Erick Sermon                 |                               |
| 03 | "Right Now"                  | Erick Sermon                 |                               |
| 04 | "Check 1,2"                  | Parrish Smith, 8-Off Agallah |                               |
| 05 | "Symphony"                   | Erick Sermon                 | M.O.P.                        |
| 06 | "Hold Me Down"               | Erick Sermon                 |                               |
| 07 | "Rap Is Still Outta Control" | EPMD                         | Busta Rhymes                  |
| 08 | "The Fan"                    | Erick Sermon                 |                               |
| 09 | "Draw"                       | Erick Sermon                 |                               |
| 10 | "U Got Shot"                 | Erick Sermon                 | 8-Off Agallah, 215            |
| 11 | "House Party"                | Parrish Smith                |                               |
| 12 | "The Funk"                   | Erick Sermon                 |                               |
| 13 | "Symphony 2000"              | Erick Sermon                 | Redman, Method Man, Lady Luck |
| 14 | "Jane 6"                     | Parrish Smith                |                               |

CD 2
| Nr | Tytuł                      | Producent                | Goście         |
| -- | -------------------------- | ------------------------ | -------------- |
| 01 | "It's My Thing"            | EPMD                     |                |
| 02 | "You Gots to Chill '97"    | EPMD                     |                |
| 03 | "Strictly Business"        | EPMD                     |                |
| 04 | "So Wat Cha Sayin'"        | EPMD                     |                |
| 05 | "The Big Payback"          | EPMD                     |                |
| 06 | "Get the Bozack"           | EPMD                     |                |
| 07 | "Please Listen to My Demo" | EPMD                     |                |
| 08 | "Gold Digger"              | EPMD                     |                |
| 09 | "Rampage"                  | EPMD                     | LL Cool J      |
| 10 | "Crossover"                | EPMD                     |                |
| 11 | "Head Banger"              | EPMD                     | K-Solo, Redman |
| 12 | "Never Seen Before"        | Erick Sermon             |                |
| 13 | "Da Joint"                 | Erick Sermon, Rockwilder |                |

## Notowania

### Notowania albumu
| Rok  | Album           | Notowania     | Notowania              | Notowania |
| Rok  | Album           | Billboard 200 | Top R&B/Hip Hop Albums |           |
| 1999 | Out of Business | 13            | 2                      |           |

### Notowania singli
| Rok  | Utwór           | Notowania                        | Notowania       |
| Rok  | Utwór           | Hot R&B/Hip-Hop Singles & Tracks | Hot Rap Singles |
| 1999 | "Symphony 2000" | 62                               | 28              |